# Kōkichi Sugino
Kōkichi Sugino (jap. 杉野浩吉 Sugino Kōkichi) - japoński zapaśnik w stylu wolnym.
Czwarte miejsce na mistrzostwach świata w 1981 i 1983. Drugi w mistrzostwach Azji w 1983 w stylu wolnym i klasycznym. Drugi w super-mistrzostwach świata w 1986 roku.